# Алые паруса (балет)
«Алые паруса» — балет В. М. Юровского в трёх актах с прологом на либретто А. В. Таланова по мотивам повести А. С. Грина «Алые паруса». Балет был впервые поставлен 30 декабря 1942 года в Куйбышеве (ныне Самара), где находилась в эвакуации труппа Большого театра.

## Действующие лица
- Ассоль, дочь рыбака Лонгрена
- Грэй, капитан парусника
- Летика, боцман на паруснике Грэя
- Лонгрен, рыбак
- Мэри, жена Лонгрена
- Эгль, бродячий музыкант-сказочник
- Меннерс-старший, лавочник
- Меннерс-младший, его сын
- Невеста Летики
- Птица (солистка)
- Компания Меннерса-младшего (семёрка)
- Вариации (четвёрка)
- Восточный танец (двойка)
- Жига (солистка)
- Угольщики (тройка)
- Рыбачки (двойка)
- Рыбаки. Матросы. Девушки. Молодые люди

## Либретто

### Пролог
Ночью в прибрежном рыбацком домике Мэри всматривается в бушующее море, ожидая своего мужа Лонгрена. Увидев лодку, она бросается к ней. Однако из лодки выходит не Лонгрен, а лавочник Меннерс, давно проявляющий к Мэри интерес. Отбиваясь от приставаний Меннерса, Мэри падает. Меннерс с ужасом осознаёт, что она мертва. Он снимает с её шеи медальон. К берегу причаливает Лонгрен и набрасывается на Меннерса, но тому удаётся вскочить в свою лодку и оттолкнуть её от берега. Усиливающийся шторм начинает быстро уносить лодку в море. Меннерс бросает на берег канат, надеясь, что Лонгрен спасёт его, однако тот не двигается с места. Лодка Меннерса исчезает. Из дома выходит Ассоль, маленькая дочь Лонгрена. Он берёт её на руки и опускается на колени у тела жены.

### Действие I
Проходит десять лет. Лонгрен давно оставил рыбацкое ремесло. Он мастерит детские игрушки около своего дома и как раз заканчивает кораблик с алыми парусами, особенно понравившийся Ассоль. Лонгрен отправляется на рынок, оставив кораблик дочери. Ассоль пускает кораблик в ручей, однако течение начинает уносить его в море. Ассоль бросается за корабликом, но путь ей преграждает сын Меннерса со своей компанией. Они смеются над ней и хлещут прутьями по ногам.
За Ассоль заступается бродячий музыкант-сказочник, выловивший кораблик почти у самого моря. Он говорит Ассоль, что однажды к берегу причалит большой корабль с алыми парусами, за штурвалом которого будет мужественный капитан. Он увезёт Ассоль в далёкую страну. Если верить и ждать, то мечта осуществиться.

### Действие II
Проходит несколько лет. Ассоль становится прекрасной девушкой. Однажды в жаркий летний день она засыпает на цветочной поляне. Капитан Грэй и его боцман Летика идут через лес к морю, намереваясь порыбачить. На обратном пути Грэй замечает Ассоль. Он поражается её красотой. Боясь разбудить девушку, Грэй уходит.
В гавань рыбацкого посёлка входит галеон «Секрет». Капитан Грэй, боцман Летика и остальные члены команды сходят на берег. На площади их радостно встречает толпа, начинаются танцы. Вскоре толпа расходится. Грэй видит Ассоль с корзиной игрушек. Она предлагает лавочнику Меннерсу-младшему купить у неё игрушки, но тот грубо выставляет девушку.
Грэй хочет подойти к Ассоль, но его останавливает музыкант Эгль и рассказывает о её печальной судьбе, а также о её заветной мечте. История Ассоль глубоко поражает Грэя. Он берёт у Эгля кораблик с алыми парусами. На ступень лестницы, где должна пройти Ассоль, он кладёт дорогой перстень. Затем он скупает весь алый шёлк лавке Меннерса и уходит. Ассоль находит перстень и любуется им.

### Действие III
На рассвете Ассоль стоит на вершине утёса и всматривается в море. Она слышит какой-то звук — это сигнал корабельной «морской трубы». Звук становится ближе, и затем Ассоль видит галеон с алыми парусами. Она быстро бежит к берегу. Галеон причаливает к гавани.
Ассоль входит на палубу галеона «Секрет» в сопровождении Летики. Там её встречает Грэй и вся команда. Грэй крепко целует Ассоль. На палубе появляется Лонгрен и благословляет союз Грэя с Ассоль. На корабле также предполагается справить свадьбу Летики и его Невесты. Начинается празднование с танцами. Корабль снимается с якоря и уплывает.

## История постановок
30 декабря 1942 года — Дом культуры им. В. В. Куйбышева в Куйбышеве (ныне Самара). Балетмейстеры-постановщики А. И. Радунский, Н. М. Папко, Л. А. Поспехин; художник П. В. Вильямс; дирижёр Ю. Ф. Файер. Партию Ассоль исполнила И. В. Тихомирнова, Грея — В. А. Преображенский, Летики — А. М. Мессерер. На сцене ДК им. В. В. Куйбышева постановка была показана 15 раз, последняя — 23 июня 1943 года.
5 декабря 1943 года — Большой театр в Москве (сцена Филиала). Балетмейстеры-постановщики А. И. Радунский, Н. М. Папко, Л. А. Поспехин; дирижёр Ю. Ф. Файер. Партию Ассоль исполнила О. В. Лепешинская, Грея — В. А. Преображенский, Летики — А. М. Мессерер. Спектакль прошёл 17 раз, последнее представление — 14 октября 1950 года.
23 апреля 1955 года — Большой театр в Москве (сцена Филиала). Балетмейстеры-постановщики А. И. Радунский, Н. М. Папко, Л. А. Поспехин; художник В. А. Лужецкий; художник по костюмам С. К. Самохвалов; дирижёр Ю. Ф. Файер. По сравнению с предыдущей постановкой из либретто были устранены элементы абстракции и мистицизма. Конкретизировалось время и место действия, были изменены образы героев. Спектакль прошёл 4 раза, последнее представление — 17 января 1956 года.
1964 — Большой театр имени Алишера Навои в Ташкенте. Балетмейстер Р. И. Гербек.
1976 год — Куйбышевский театр оперы и балета в Куйбышеве (ныне Самара). Балетмейстеры Ю. Г. Скотт и Ю. В. Папко.
28 мая 1984 года — Музыкальный академический театр им. К. С. Станиславского и В. И. Немировича-Данченко в Москве. Хореограф-постановщик Г. А. Майоров; художник М. А. Соколова; дирижёр М. В. Юровский. Партию Ассоль в этой постановке в разное время исполняли М. С. Дроздова, Г. Н. Крапивина, С. И. Смирнова, С. Б. Цой, Л. И. Рыжова. Партию Грея исполняли В. С. Тедеев, В. П. Кириллов, В. В. Лантратов, В. И. Артюшкин, С. В. Баранов. 24 апреля 1989 года в театре произошёл пожар, уничтоживший декорации балета, после чего постановки прекратились.
1985 год — Детский музыкальный театр в Москве. Балетмейстер-постановщик Б. Ф. Ляпаев; художник Э. Г. Стенберг; дирижёр Л. А. Гершкович. Спектакль шёл в театре несколько сезонов подряд.

## Оценки
Дирижёр Ю. Ф. Файер вспоминал:
«Алые паруса» — символ сбывшейся надежды, мечты и пришедшего счастья — появился на сцене куйбышевского Дворца культуры в те дни, когда на Волге, у стен Сталинграда, шла битва, исход которой предопределил грядущую победу в войне. Наш спектакль нёс веру в победу, нёс в ледяной, продутый ветрами зимний город весть о близкой весне, и свыше тысячи зрителей, заполнивших зал, почувствовали ее дыхание… В зале царило то, прекрасное для нас, артистов, настроение зрителей, когда им хотелось верить происходящему на сцене, а спектакль был таков, что эта вера, действительно, возникала.
Композитор Д. Д. Шостакович писал о балете в газете «Правда»:
Музыка В. Юровского талантлива и эмоциональна, даёт богатый материал для танцев, насыщена драматизмом и поэзией. Его мелодии напевны и ярко образны, оркестр колоритен и превосходно звучит. Хорош и его гармонический язык, но он несколько беднее.